# 富貴黃金屋
《富貴黃金屋》是1992年上映的一部香港賀歲電影，由高志森和宋豪輝執導，為《富貴逼人系列》的沿用原班人馬拍攝的姊妹作及衍生作品，但非《富貴再三逼人》的續集。

## 劇情
雷達驃夫婦和雷珍珍、雷佩佩一直住在公屋。雷詩詩和毛毛欲遷回一起居住，原本已經不敷應用的居所更見迫狹，兼且公屋環境複雜，於是雷達驃在屋村發生大耳窿追債事件後決定舉家搬遷。
雷達驃一家幾經辛苦，終於覓得一層價格相宜的唐樓。怎料地產商已覬覦該唐樓，欲收購轉賣給日本發展財團，謀取厚利。但是，地產商開出的價錢低得令人難以接受，雷達驃一家根本不可能另購物業，故決定不搬。
地產商遂在最後限期前不擇手段滋擾居民，逼使他們遷出，雷達驃一家聯同「撻成一塊」反抗，可惜失敗，雷達驃只得動用僅餘的積蓄另覓臨時居所，不幸碰上銀行倒閉，畢生積蓄化為烏有。
地產商將逼遷行動升級，截水截電兼派黑社會人物登門，雷達驃等人被迫作困獸鬥，與街坊鄰居誓保家園。
在最後限期，地產商終於不敵雷達驃一家人的堅毅耐力，願意以驚人高價買入他們的單位，雷達驃家一夜變成富貴黃金屋。

## 演員
- 董　驃[1][2] 飾 雷達驃
- 沈殿霞[5][1][2] 飾 驃　嫂
- 陳奕詩[1][2] 飾 雷詩詩[5]
- 李麗珍[1][2] 飾 雷珍珍[5]，任職港英商業信貸銀行（影射國際商業信貸銀行）
- 關佩琳[1][2] 飾 雷佩佩[5]
- 盧冠廷[1][2] 飾 盧半亭（毛　毛）[5]
- 劉玉婷 飾 捲  利，毛毛的二奶[3]
- 何啟南 飾 阿　南，業餘樂隊「撻成一塊」（影射達明一派）成員，正職是羅冰甜會計師樓（影射羅兵咸永道）職員
- 邵傳勇 飾 阿　勇，業餘樂隊「撻成一塊」成員，正職是電工
- 方　平[6] 飾 李無良，使用不當手段收樓的地產發展商（按髮型、口音及姓氏，影射香港富商李嘉誠）
- 黃光亮 飾 李無良私人助理，黑社會頭目（沿用《開心鬼救開心鬼》中吃水果連皮吃的喪標形象）
- 容守怡 飾 東　姑
- 許　芬 飾 南　姑
- 梁　愛 飾 西　姑
- 周志輝 飾 軍裝警察
- 陳劍雲 飾 唐山大兄，驃叔好友，的士司機
- 張肇麟 飾
- 蘇洪偉 飾
- 羅錦富 飾
- 蔡曼創 飾
- 高子喬 飾
- 高子詠 飾
- 鄭小燕 飾
- 饒芷昀 飾
- 馮錦標 飾
- 黎偉明 飾
- 黃文偉 飾
- 陳志成 飾
- 葉靈羽 飾
- 伍國健 飾 軍裝警察
- 辛德勤 飾 代表羅冰甜會計師樓的清盤官
- 谷德昭 飾 客串，港英商業信貸銀行職員
- 雷　達 飾 的士乘客
- 高志森[1][2] 客串，飾 討債流氓
- 高翰文 飾 黑人曾，炒賣物業的無良業主

## 戲中影射的時事及人物
- 地產霸權
- 與發展商談判破裂抗爭：六四事件（撻成一塊於天台拿著擴音機抗議，配樂為《血染的風采》）
- 舊樓逼遷／釘子戶／強制拍賣
- 香港傳媒 前線採訪人員操守
- 銀行倒閉：國際商業信貸銀行倒閉
- 銀行倒閉抗議活動的萬生：萬梓良「血衣事件」
- 港人包養中國內地二奶風氣
- 減肥熱潮
- 撻成一塊：影射達明一派

## 與富貴逼人系列不同之處
- 男主角雷達驃在富貴逼人的職業是電視台新聞主播，富貴黃金屋則是計程車司機。
- 驃叔驃嬸三位女兒名字不沿用帶弟、來弟和招弟，改稱為雷詩詩、雷珍珍和雷佩佩，與演員陳奕詩、李麗珍和關佩琳本名近似。
- 雷詩詩於本輯故事懷有身孕並於故事結尾産子，與富貴逼人系列原有劇情(雷達驃有小兒子一角)有别。
- 富貴逼人系列的劇情都圍繞在中獎彩票獎金所引起的爭執，富貴黃金屋則是圍繞在住戶與地產商之間的鬥爭。
- 富貴逼人系列曾遠赴加拿大進行拍攝，富貴黃金屋則全在香港拍攝，雖有毛毛在深圳包二奶的劇情，其實團隊只是在大圍富嘉花園外圍取景。
- 主要角色中增加隔壁鄰居撻成一塊的兩位樂團歌手，富貴逼人系列中曾志偉飾演的笑口棗和王書麒飾演的鄰居TV仔均沒有登場。
- 富貴黃金屋中對當時香港粵語流行音樂樂隊「撻成一塊」即達明一派的幽默，與富貴再三逼人中驃叔誤以為「太極樂隊」即太極拳的幽默，同為1980年代末同1990年前的香港次文化
- 富貴逼人系列對於公屋之間鄰里間的相處情況非常多，但富貴黃金屋系列這方面的描寫並不多，集中描寫驃叔一家人與隔壁鄰居撻成一塊的關係，為結尾雙方合作埋下伏筆及鋪墊。

## 發行
永高院線

## 評價
影評人石琪總結本片重現傳統父母之心，卻與新世代脫節。例如驃叔沒有1990年代的代表性，是70年代舊屋邨時代倒退回50年代《危樓春曉》時代；大女和夫婿線是由小家庭倒退回大家族，與香港社會發展背道而馳；片中影射時事只能做到煽情效果，抓不到90年代社會特性。

## 其他類似題目的香港電影
- 2021年《狂舞派3》諷刺及影射地產霸權

## 外部連結
- 開眼電影網上《富貴黃金屋》的資料（繁體中文）
- 香港影庫上《富貴黃金屋》的資料（繁體中文）
- 时光网上《富貴黃金屋》的資料（简体中文）
- 豆瓣电影上《富貴黃金屋》的資料 （简体中文）
- 爛番茄上《富貴黃金屋》的資料（英文）
- 互联网电影数据库（IMDb）上《富貴黃金屋》的资料（英文）